# Arthur Henri Lefort des Ylouses
Arthur Henri Lefort des Ylouses, né au Cateau-Cambrésis le 10 septembre 1846 et mort à  Neuilly-sur-Seine le 25 juin 1912, est un artiste français, auteur de peintures, eaux-fortes, céramiques et sculptures.

## Biographie
Fils de Blanche Angéline Cécile Hémard, issue d'une famille assez fortunée du nord de la France, et de Henri François Malo Lefort des Ylouses, appartenant à la petite noblesse bretonne et possédant des biens du côté de Cancale et de Dol de Bretagne.
Arthur Henri entre à l'école des beaux-arts de Paris en 1865 et fréquente l'atelier d'Alexandre Cabanel. Il a pour condisciples Henri Regnault, Fernand Cormon et Bastien-Lepage. Il expose une première fois au Salon de Paris en 1869, une peinture intitulée Un soir de bataille,.
Il est enrôlé comme soldat durant la Guerre franco-prussienne, puis reprend ses études artistiques et, grâce à l'aide de ses parents, ouvre deux ateliers, l'un à Paris, rue Bréa, l'autre à Bourron-Marlotte. Il fait partie des artistes exposés au Salon des refusés (1873). Il se lance alors dans la production de peintures (portraits, paysages) et de céramiques, expérimentant des motifs émaillés sur support en lave, donnant naissance à des médaillons colorés, en collaboration avec Auguste Jouve. Il les présente au Salon de Paris à partir de 1877, et décroche une médaille d'argent en 1878, durant l'exposition universelle.
Vers 1881, il se met à la gravure, pratiquant l'eau-forte, sans doute formé par Charles Albert Waltner. Sa production de gravures est importante, il expérimente la gypsographie et divers supports comme le cuir et le parchemin, et est régulièrement exposée au salon de la Société nationale des beaux-arts, à laquelle il appartient depuis 1892. Cette société lui rend hommage en 1913, après sa mort, dans son hôtel particulier atelier du 13 avenue de Madrid à Neuilly-sur-Seine, en exposant une vingtaine de gravures (portraits, marines, scènes de genre),.
Marié à Marie Aimée Anne Harrault en 1881. Le couple a quatre enfants, dont Henri, officier Saint Cyr Promotion 1901, et collectionneur, Gaston (1885-1971) , ingénieur qui fut également graveur, Robert et Hélène, peintres, tous formés par leur père.
Pierre Granet exécuta son portrait en buste (bronze, Salon de 1875).

## Œuvre

Hercule et le lion de Némée (1898).

### Collections
- Hercule et le lion de Némée, gypsographie sur papier en relief, 1898, Cleveland Museum of Art[9].
- Brünnhilde tenant son cheval, portrait en médaillon, eau-forte en couleurs, avant 1900, British Museum[10].
- La Sirène, eau-forte en couleurs, Salon SNBA 1908, dépôt au musée d'Alger[11].
- Ichthyocentaure et Le Flûteur antique, panneaux peints, s.d., musée des Arts décoratifs de Paris.

### Ouvrages illustrés
- François Le Bordelais, La Leçon de lutte, dessins, Neuilly, 1899 ; plusieurs rééditions.